# Сан-Хуан-де-Манапьяре
Сан-Хуан-де-Манапьяре (исп. San Juan de Manapiare) — небольшой город на юге Венесуэлы, на территории штата Амасонас. Является административным центром муниципалитета Манапьяре.

## Географическое положение
Сан-Хуан-де-Манапьяре расположен на северо-востоке штата, в юго-западной части Гвианского плоскогорья, на левом берегу реки Вентуари, на расстоянии приблизительно 169 километров к востоку-юго-востоку (ESE) от города Пуэрто-Аякучо, административного центра штата. Абсолютная высота — 135 метров над уровнем моря.

## Население
По данным Национального института статистики Венесуэлы, численность населения города в 2013 году составляла 11 486 человек.

## Транспорт
К югу от Сан-Хуан-де-Манапьяре имеется небольшой аэропорт (ICAO: SVMY).